# Chiesa di San Paolo Converso
La chiesa di San Paolo Converso è una chiesa sconsacrata situata nel centro storico di Milano, all'incrocio fra corso Italia e piazza Sant'Eufemia.

## Storia
La chiesa di San Paolo Converso nacque come chiesa dell'annesso convento della Congregazione delle angeliche. La prima pietra dell'edificio fu posata nel 1549 e la sua costruzione andò avanti sino al 1580. Fra il 1599 e il 1611 fu rifatto il fianco di sinistra, che si affaccia su piazza Sant'Eufemia, su progetto di Ercole Turati, mentre l'attuale facciata risale al 1619 ed è opera di Giovan Battista Crespi detto il Cerano. Al 1767 risale il nuovo altar maggiore opera di Giulio Gallori e Ambrogio Pedetti.
Nel 1808, a seguito delle soppressioni conventuali di epoca napoleonica, il monastero venne sgomberato, la chiesa sconsacrata ed adibita a magazzino.
Del 1932 è il restauro conservativo, guidato dall'architetto Mezzanotte, di tutti gli affreschi dell'aula che da quel momento verrà destinata a sala per concerti di musica sacra. Dotata di ottima acustica venne adibita a sala d'incisione per registrazioni discografiche fin dai primi anni '60, per l'etichetta discografica La voce del padrone che li cedette a Vittorio Buffoli e a Giacomo Mazzini, padre di Mina, i quali avevano appena fondato la PDU. Il rinnovato studio di registrazione attivo dal 1970, detto 'La Basilica', avrà sede all'interno della chiesa fino al 1982.

Dal 2014 al 2019 ha ospitato la sede di Locatelli Partners, studio di architettura milanese fondato da Giovanna Cornelio, Massimiliano Locatelli, Annamaria Scevola.
Dal 2016 ospita anche Converso, uno spazio espositivo dedicato alle arti contemporanee, fondato sempre da Locatelli Partners.
Nel 2017 l'artista Asad Raza ha trasformato parte della chiesa in un campo da tennis come operazione artistica. 

## Descrizione

### Esterno

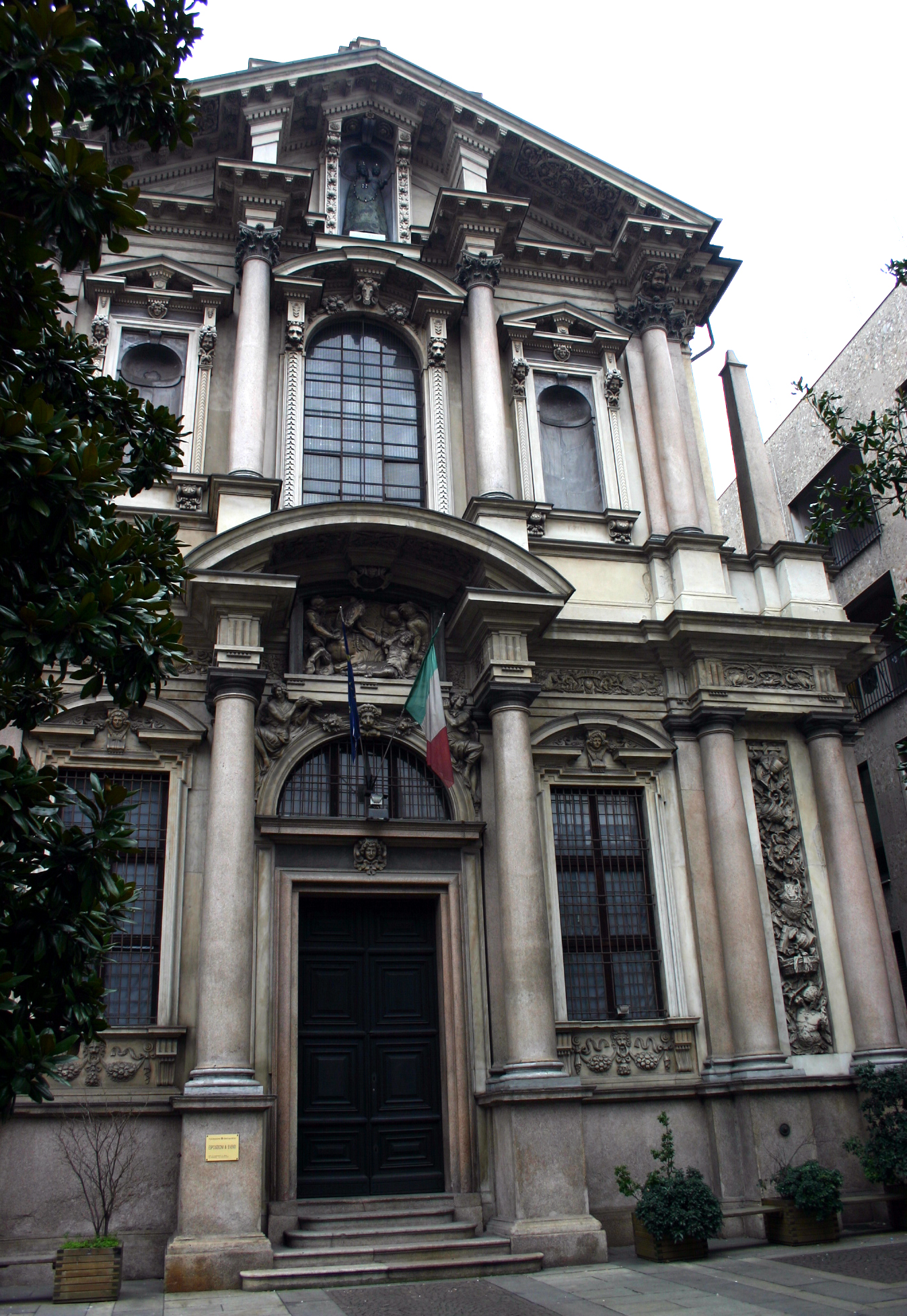
La facciata

Esternamente, della chiesa sono visibili soltanto il fianco sinistro, adiacente a piazza Sant'Eufemia e movimentato da lesene corinzie, e la facciata, costruita fra il 1611 e il 1619 su progetto del Cerano. Essa è suddivisa verticalmente da una linea immaginaria, composta dal cornicione scolpito a bassorilievo e dal timpano del portale, e orizzontalmente da colonne tuscaniche nella parte bassa, corinzie in quella alta. La fascia inferiore, in cui si aprono il portale e due finestre rettangolari, è decorata con bassorilievi di Gian Andrea Biffi e Giovanni Bono; quella superiore, invece, presenta un grande finestrone ad arco affiancato da due nicchie semicircolari. Da alcune stampe si può evincere che, in origine, al disopra del timpano, vi era un gruppo scultoreo composto da tre angeli.

### Interno
L'impianto interno della chiesa ricalca quello della chiesa di San Maurizio al Monastero Maggiore, opera di Gian Giacomo Dolcebuono, la cui costruzione ebbe inizio nel 1503. Infatti, come in San Maurizio, anche in San Paolo Converso troviamo una navata coperta con volta a botte e affiancata da cappelle laterali e separata a metà da una parete divisoria, che scindeva lo spazio riservato alle monache da quello riservato all'assemblea. Anche nell'affresco del soffitto, opera di Giulio Campi, viene ricordato lo schema di San Maurizio: infatti è dipinta una finta architettura in prospettiva che ricorda il matroneo della suddetta chiesa; tuttavia, il tema principale dell'affresco è l'Assunzione di Maria in Cielo. All'interno della chiesa sono racchiusi vari dipinti di pregevole fattura, come quelli del presbiterio, opera di Giulio e Antonio Campi, raffiguranti la Conversione, il Battesimo, il Miracolo e il Martirio di san Paolo Apostolo, e il Martirio di san Lorenzo. Altra opera di notevole interesse è una grandissima tela del Cerano raffigurante il Battesimo di sant'Agostino.
L'altar maggiore è in marmi policromi e risale al XVIII secolo.